# Biung

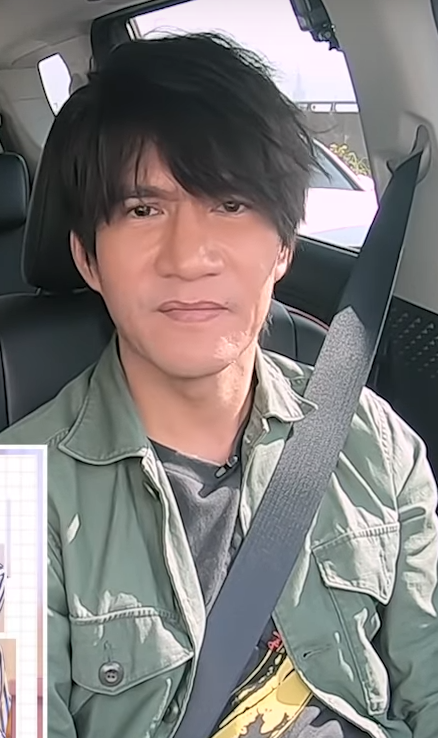
Biung

Biung, Chinese naam: 王宏恩 Wang Hong-en, Bunun-naam: Biung Sauhluman Tankisia Takisvislainan Tak-Banuaz (geboren 1976?), is een Taiwanese zanger. Hij is een aboriginal van de Bunun-stam, en groeide op in een klein bergdorpje in de buurt van Taidong. Anders dan andere Taiwanese zangers zingt Biung vooral in zijn moedertaal, het Bunun. Zijn muziek is een combinatie van aboriginal- en popelementen.
Hoewel Biung niet zo beroemd is als veel Mandopop-zangers, wordt hij toch steeds bekender.

## Albums
- The Hunter 猎人 (2000), geheel in het Bunun
- Biung, met ook liedjes in het Mandarijn